# Colton (Dacota do Sul)
Colton é uma cidade localizada no estado norte-americano de Dakota do Sul, no Condado de Minnehaha.

## Demografia
Segundo o censo norte-americano de 2000, a sua população era de 662 habitantes.
Em 2006, foi estimada uma população de 656, um decréscimo de 6 (-0.9%).

## Geografia
De acordo com o United States Census Bureau tem uma área de
1,8 km², dos quais 1,8 km² cobertos por terra e 0,0 km² cobertos por água. Colton localiza-se a aproximadamente 489 m acima do nível do mar.

## Localidades na vizinhança
O diagrama seguinte representa as localidades num raio de 20 km ao redor de Colton.